# Гаврилович, Благое
Благое Гаврилович (серб. Благоје Гавриловић; 4 апреля 1956, Доле — 14 августа 2011, Биелина) — югославский сербский военный и общественный деятель, участник Гражданской войны в Боснии, командир сербской 2-й Семберийской лёгкой пехотной бригады. Военный псевдоним — «майор Гавро».

## Биография
Благое Гаврилович родился 4 апреля 1956 года в деревне Доле, а когда ему было четыре года, его семья переехала в Биелину. Он был командиром Биелинского штаба территориальной обороны Республики Сербской с 1 апреля 1992 года по 6 июня 1992 года, когда его назначили командиром 2-й легкой пехотной бригады армии Республики Сербской. Он был ранен в ходе боевых действий в 1992 году, а в 1993 году президент Республики Сербской наградил его орденом Милоша Обилича. Он был президентом Президиума Организации ветеранов Республики Сербской в период с 1998 по 2002 год, а затем президентом Организации ветеранов общины Биелина с 1998 по 2002 год и с 2010 года до своей смерти.
«Майор Гавро» умер 14 августа 2011 года в Биелине после болезни в возрасте 55 лет. Похоронен 15 августа 2011 года на Биелинском городском кладбище в Пучиле, на похоронах присутствовали представители правительства Республики Сербской, Организации ветеранов Республики Сербской и общины Биелины.